# American Battle Monuments Commission

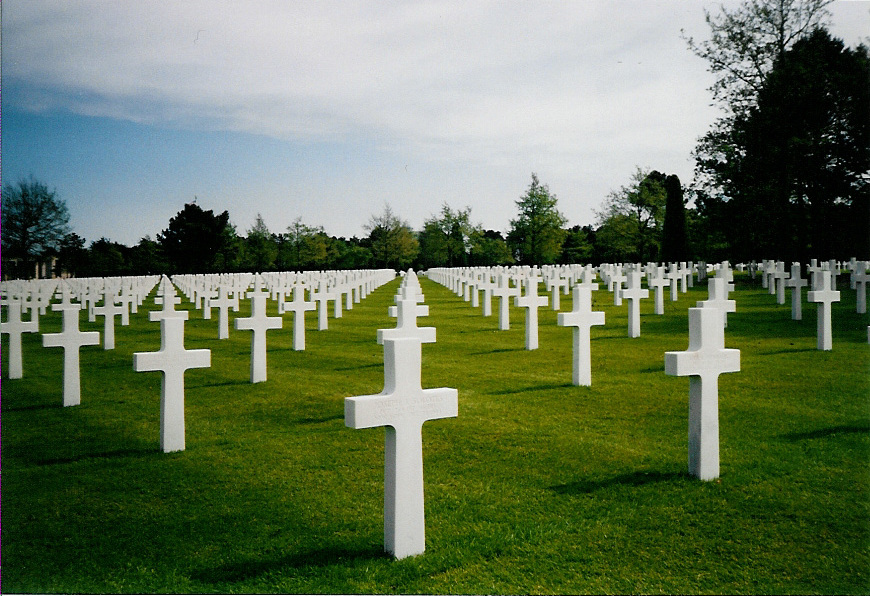
Normandy American Cemetery and Memorial

De American Battle Monuments Commission (ABMC) is een klein onafhankelijk agentschap van de federale overheid van de Verenigde Staten dat zich toelegt op de verwezenlijking en instandhouding van militaire begraafplaatsen en herdenkingsmonumenten.

## Geschiedenis
De American Battle Monuments Commission werd in 1923 opgericht door het Amerikaans Congres. De ABMC is verantwoordelijk voor:
- ontwerp, aanleg en beheer van permanente Amerikaanse oorlogsbegraafplaatsen in het buitenland
- oprichting en instandhouding van militaire herdenkingsmonumenten in landen waar de Amerikaanse strijdkrachten sinds 6 april 1917 (toen de VS Duitsland de oorlog verklaarde) hebben gediend, alsook van militaire herdenkingsmonumenten binnen de Verenigde Staten zelf
- toezicht op ontwerp en bouw van militaire herdenkingsmonumenten door burgers en organisaties, en het bevorderen van onderhoud en instandhouding ervan

De ABMC beheert vierentwintig Amerikaanse oorlogsbegraafplaatsen in het buitenland. Sinds mei 2006 zijn er 124.917 Amerikaanse soldaten begraven op vreemde bodem. Hiervan zijn er 30.921 gedood gedurende de Eerste Wereldoorlog, 93.246 gedurende de Tweede Wereldoorlog en 750 tijdens de Mexicaans-Amerikaanse Oorlog. Bovendien zijn er 6.033 Amerikaanse veteranen en anderen begraven op de Amerikaanse begraafplaatsen in Mexico-Stad en Corozal.

## Complete lijst van de ABMC-begraafplaatsen
| Begraafplaats                                 | Land       | Conflict                 |
| --------------------------------------------- | ---------- | ------------------------ |
| Aisne-Marne American Cemetery and Memorial    | Frankrijk  | Eerste Wereldoorlog      |
| Ardennes American Cemetery and Memorial       | België     | Tweede Wereldoorlog      |
| Brittany American Cemetery and Memorial       | Frankrijk  | Tweede Wereldoorlog      |
| Brookwood American Cemetery and Memorial      | Engeland   | Verschillende conflicten |
| Cambridge American Cemetery and Memorial      | Engeland   | Tweede Wereldoorlog      |
| Corozal American Cemetery and Memorial        | Panama     | Panamakanaal             |
| Épinal American Cemetery and Memorial         | Frankrijk  | Tweede Wereldoorlog      |
| Flanders Field American Cemetery and Memorial | België     | Eerste Wereldoorlog      |
| Florence American Cemetery and Memorial       | Italië     | Tweede Wereldoorlog      |
| Henri-Chapelle American Cemetery and Memorial | België     | Tweede Wereldoorlog      |
| Lorraine American Cemetery and Memorial       | Frankrijk  | Tweede Wereldoorlog      |
| Luxemburg American Cemetery and Memorial      | Luxemburg  | Tweede Wereldoorlog      |
| Manila American Cemetery and Memorial         | Filipijnen | Tweede Wereldoorlog      |
| Meuse-Argonne American Cemetery and Memorial  | Frankrijk  | Eerste Wereldoorlog      |
| Mexico City American Cemetery and Memorial    | Mexico     | Mexicaanse oorlog        |
| Netherlands American Cemetery and Memorial    | Nederland  | Tweede Wereldoorlog      |
| Normandy American Cemetery and Memorial       | Frankrijk  | Tweede Wereldoorlog      |
| North Africa American Cemetery and Memorial   | Tunesië    | Tweede Wereldoorlog      |
| Oise-Aisne American Cemetery and Memorial     | Frankrijk  | Eerste Wereldoorlog      |
| Rhone American Cemetery and Memorial          | Frankrijk  | Tweede Wereldoorlog      |
| Sicily-Rome American Cemetery and Memorial    | Italië     | Tweede Wereldoorlog      |
| Somme American Cemetery and Memorial          | Frankrijk  | Eerste Wereldoorlog      |
| St. Mihiel American Cemetery and Memorial     | Frankrijk  | Eerste Wereldoorlog      |
| Suresnes American Cemetery and Memorial       | Frankrijk  | Eerste Wereldoorlog      |

## Complete lijst van de ABMC-monumenten
| Monument                             | Land             | Plaats              | Conflict                  |
| ------------------------------------ | ---------------- | ------------------- | ------------------------- |
| Audenarde American Monument          | België           | Oudenaarde          | Eerste Wereldoorlog       |
| Belleau Wood American Monument       | Frankrijk        | Château-Thierry     | Eerste Wereldoorlog       |
| Bellicourt American Monument         | Frankrijk        | St. Quentin         | Eerste Wereldoorlog       |
| Cabanatuan American Memorial         | Filipijnen       | Cabanatuan          | Tweede Wereldoorlog       |
| Cantigny American Monument           | Frankrijk        | Montdidier          | Eerste Wereldoorlog       |
| Chateau-Thierry American Monument    | Frankrijk        | Château-Thierry     | Eerste Wereldoorlog       |
| Chaumont AEF Headquarters Marker     | Frankrijk        | Chaumont            | Eerste Wereldoorlog       |
| East Coast Memorial                  | Verenigde Staten | New York            | Tweede Wereldoorlog       |
| Guadalcanal American Memorial        | Salomonseilanden | Guadalcanal         | Tweede Wereldoorlog       |
| Honolulu Memorial                    | Verenigde Staten | Honolulu            | Tweede Wereldoorlog       |
| Kemmel American Monument             | België           | Ieper (Ypres)       | Eerste Wereldoorlog       |
| Montfaucon American Monument         | Frankrijk        | Verdun              | Eerste Wereldoorlog       |
| Montsec American Monument            | Frankrijk        | Saint-Mihiel        | Eerste Wereldoorlog       |
| Naval Monument at Brest              | Frankrijk        | Brest               | Eerste Wereldoorlog       |
| Naval Monument at Gibraltar          | Gibraltar        | Gibraltar           | Eerste Wereldoorlog       |
| Pointe du Hoc American Monument      | Frankrijk        | St. Laurent-sur-Mer | Tweede Wereldoorlog       |
| Papua American Marker                | Nieuw-Guinea     | Papoea              | Tweede Wereldoorlog       |
| Saipan American Memorial             | Marianen         | Saipan              | Tweede Wereldoorlog       |
| Santiago Surrender Tree              | Cuba             | Santiago de Cuba    | Spaans-Amerikaanse oorlog |
| Sommepy American Monument            | Frankrijk        | St. Menehould       | Eerste Wereldoorlog       |
| Souilly American Headquarters Marker | Frankrijk        | Claye-Souilly       | Eerste Wereldoorlog       |
| Tours American Monument              | Frankrijk        | Tours               | Eerste Wereldoorlog       |
| Utah Beach American Monument         | Frankrijk        | Ste-Marie-du-Mont   | Tweede Wereldoorlog       |
| West Coast American Memorial         | Verenigde Staten | San Francisco       | Tweede Wereldoorlog       |
| Western Task Force American Marker   | Marokko          | Casablanca          | Tweede Wereldoorlog       |